# 角三窝蛛
角三窝蛛（学名：Trilacuna angularis）一种于中国重庆市北碚区缙云山蔡家沟发现的蜘蛛，隶属于卵形蛛科三窝蛛属。

## 鉴别特征
角三窝蛛的插入器有耙形的骨质化突起，与其相连的有一个牛角形的骨质化突起，周围长有一些毛。